# Morsbrunn
Morsbrunn ist ein Gemeindeteil der Gemeinde Kirchensittenbach im Landkreis Nürnberger Land (Regierungsbezirk Mittelfranken, Bayern). Morsbrunn liegt in der Gemarkung Algersdorf.

## Geographie
Das Dorf liegt an der Kreisstraße LAU 10 südlich von Algersdorf, westlich von Dietershofen, nördlich von Oberkrumbach und östlich von Bondorf und hat etwa 25 Anwesen. Morsbrunn ist von Feldern und Wäldern umsäumt. Im Norden liegt der Kühberg (566 m) im Osten der Moosbach und das Sittenbachtal im Süden der Leberberg und der Morsbrunner Berg (535 m) und im Westen der Kreuzberg (515 m).